# 尼科爾森半島
80°43′S 160°30′E / 80.717°S 160.500°E
尼科爾森半島是南極洲的半島，位於羅斯屬地，處於羅斯冰架西部，長約28公里，該半島以美國海軍上將命名，現時由南極條約體系管理。